# Tusker Football Club
Actualités
Le Tusker Football Club est un club kényan de football et basé à Nairobi. Le club s'appelait jusqu'à 1999 Kenya Breweries. 

## Historique
- 1970 : fondation du club

## Palmarès
- Championnat du Kenya (13)
  - Champion : 1972, 1977, 1978, 1994, 1996, 1999, 2000, 2007, 2011, 2012, 2016, 2021, 2022

- Coupe du Kenya (4)
  - Vainqueur : 1975, 1989, 1993, 2016
  - Finaliste : 1988, 2005, 2023

- Supercoupe du Kenya (3)
  - Vainqueur : 2012, 2013 (fin) et 2021
  - Finaliste : 2013 (début) et 2017

- Coupe Kagame inter-club (5)
  - Vainqueur : 1988, 1989, 2000, 2001, 2008
  - Finaliste : 1997

- Coupe d'Afrique des vainqueurs de coupe
  - Finaliste : 1994